# Atentát na Roberta Fica
Atentát na Roberta Fica, slovenského premiéra, proběhl 15. května 2024 kolem 14.35 hodin místního času ve středoslovenském městě Handlová. Z pokusu o úkladnou vraždu policie obvinila 71letého spisovatele Juraje Cintulu z Levic, který střílel z pistole CZ 75. Jeho motivací k činu byl nesouhlas s politikou vlády.
Jednalo se o první atentát na premiéra evropského státu od zavraždění srbského předsedy vlády Zorana Đinđiće v roce 2003.

## Pozadí
Společenská atmosféra na Slovensku byla emotivně vypjatá již v době parlamentních voleb v září 2023, z nichž vzešla vláda Roberta Fica. Několik týdnů před útokem někteří slovenští politici upozorňovali na vyostřování veřejné diskuse na Slovensku.

## Průběh

### Atentát
K útoku došlo před Domem kultury na Náměstí horníků v Handlové, kam se Fico přišel po výjezdním zasedání kabinetu pozdravit s příznivci. Z pěti vystřelených ran premiéra zasáhly čtyři a způsobily mu rozsáhlá zranění, včetně průstřelů žaludku, ramene a poškození kyčelního kloubu. Podle lékařské zprávy šířené na sociálních sítích údajně došlo také ke střelnému poranění na levém předloktí a na palci pravé nohy. Střelec použil pistoli ČZ 75. Z pěti vystřelených ran zasáhl třikrát, čtvrtá rána trefila Fica po odražení.

### Záchranná akce
Ochrance trvalo 13 vteřin než Fica naložili do auta a dalších 12 vteřin než se s ním rozjeli do nemocnice. Do nemocnice v Handlové, dorazili za asi 3 minuty. Odtud jej před 16. hodinou přepravil vrtulník letecké záchranné služby do Fakultní nemocnice F. D. Roosevelta v Banské Bystrici, preferované před vzdálenější Bratislavou kvůli akutní potřebě operačního výkonu. Po celou dobu převozu byl premiér při vědomí. Ve fakultní nemocnici podstoupil pětihodinovou operaci, zahrnující také sešití tenkého a tlustého střeva, na níž spolupracovaly chirurgický a traumatologický tým.
Ve večerních hodinách slovenský ministr obrany Robert Kaliňák na tiskové konferenci uvedl, že premiér „utrpěl vážné polytrauma a jeho stav je mimořádně vážný“. Tuto informaci potvrdil i operující lékař. Podle vicepremiéra Tomáše Taraby byl Fico již před půlnocí 15. května mimo ohrožení života, nemocnice pak 16. května ráno uvedla, že premiérův stav je vážný, ale stabilizovaný.
Dne 17. května 2024 podstoupil Fico v banskobystrické nemocnici další, asi dvouhodinovou operaci. Její součástí bylo podle ředitelky nemocnice CT vyšetření a odstranění odumřelé tkáně.
Dne 25. května 2024 zveřejnila slovenská vláda vyjádření:"Po dnešnom konzíliu tím ošetrujúcich lekárov potvrdil subjektívne zlepšenie zdravotného stavu predsedu vlády SR Roberta Fica". Matúš Šutaj Eštok sdělil, že zatím nemá informace, kdy se premiér vrátí do práce.

### Rekonvalescence
Dne 30. května 2024 byl Fico převezen do svého bytu v Bratislavě k domácímu léčení. Dne 5. června 2024 zveřejnil Fico video, kde se vyjadřuje k atentátu. Dva měsíce po atentátu se 9. července Fico zúčastnil jednání slovenské vlády. Týden před tím se již ukazoval na veřejnosti a následující týden byl na dovolené na Chorvatsku.

### Vyšetřování
Střelec byl ihned po činu zadržen. Den po útoku jej policie obvinila z pokusu o úkladnou vraždu. Ex offo mu byla přidělena nitranská advokátka Martina Čierna. Po týdnu se zastupování vzdala a obhajobu převzal jiný advokát. Generální prokuratura den po útoku uvalila na případ informační embargo. Dne 18. května 2024 byl útočník Specializovaným trestním soudem v Pezinku na návrh prokurátora vzat do vazby. Stížnost proti vazbě si nepodal. Dne 2. května 2024 generální prokurátor uvedl, že ačkoli útok aktuálně není vyšetřován jako teroristický čin, do budoucna není tato kvalifikace vyloučena. Dne 4. července 2024 byla kvalifikace změněna na obzvlášť závažný zločin teroristického útoku. V září 2024 však Nejvyšší soud Slovenské republiky dospěl k závěru, že o teroristický čin nešlo. V říjnu 2024 stále pokračovalo vyšetřování selhání Ficovy ochranky. Slovenská policie den po útoku vyšetřovala nejméně 32 podezřelých, kteří útok veřejně schvalovali.
Dne 21. ledna 2025 rozhodla soudkyně za vyloučení veřejnosti, že střelec bude propuštěn z psychiatrie, protože netrpí duševní chorobou. Střelec bude převezen do vazební věznice kvůli obavám z útěku nebo pokračování v trestné činnosti.

### Soud
Dne 8. července 2025 začal soud s Jurajem Cintulou. Obviněn byl z terorismu. Cintula po atentátu řekl, že svého činu nelituje a na premiéra střílel proto, že nesouhlasí s politikou jeho vlády. Nechtěl ale Fica zabít: „Nestřílel jsem na srdce ani na hlavu. Ničeho jsem nezalitoval, jednal jsem v souladu se svým svědomím a hodnotovým nastavením,“. S obviněním z terorismu nesouhlasí.

## Pachatel
Pachatelem byl 71letý básník a spisovatel Juraj Cintula z Levic. Už před rokem 1989 aktivně vystupoval proti státu, v období jeho literární tvorby v 10. letech 21. století se potom začal radikalizovat a přemýšlet o přijatelnosti násilí při nespokojenosti občana vůči jednání státu. Útočník ve svých knihách zmiňoval masové vrahy a jejich činy dával za vinu tomu, že neunesli nečinnost státu a selhání společnosti. V roce 2024 se potom zúčastnil několika protivládních demonstrací a 15. května 2024 si našel vhodnou příležitost k útoku. Na Fica zaútočil jako „osamělý vlk,“ nebyl součástí organizované skupiny.
Dne 17. května 2024 provedla Policie v jeho bydlišti domovní prohlídku. Od 18. května 2024 je v souvislosti s obviněním z úkladné vraždy ve stadiu pokusu ve vazbě. Dne 28. května 2024 byl převezen na psychiatrické oddělení ve vězeňské nemocnici v Trenčíně z preventivních důvodů, není v psychiatrické péči lékařů. Dne 21. ledna 2025 (po 7 měsících) rozhodl soud, že na psychiatrii nepatří a nařídil jeho přemístění do standardní vazby. V květnu 2025 soud určil, že soudní proces s Cintulou začne 8. července 2025.

## Reakce

### Slovensko
Místopředseda parlamentu Ľuboš Blaha střelbu potvrdil na schůzi parlamentu, která byla později přerušena. Prezidentka republiky Zuzana Čaputová tento „brutální a bezohledný útok na premiéra Roberta Fica“ ostře odsoudila a popřála mu mnoho sil, aby se z útoku zotavil. Zvolený prezident Peter Pellegrini útok odsoudil a označil ho za bezprecedentní ohrožení slovenské demokracie. Opoziční strany Progresívne Slovensko a Sloboda a Solidarita kvůli události zrušily protivládní shromáždění, které mělo proběhnout právě 15. května 2024.
Samotný útok ovšem téměř hned koaliční politici využili ke kampani, a to i přes výzvu ministra vnitra Matúše Šutaje Eštoka, aby politici, i z opozice i koalice, přestali šířit nenávist. Vinu za útok Ľuboš Blaha přisoudil „progresivní opozici a liberálním médiím, které ve společnosti šíří nenávist“. Předseda koaliční strany SNS Andrej Danko vzkázal opozici, ať drží ústa. Strany parlamentní opozice přitom útok odsoudily a jejich poslanci se nijak nevyjadřovali.

### Zahraničí
Bezprostředně po činu se k němu vyjádřil také český premiér Petr Fiala, který ve svém příspěvku na platformě X odsoudil násilí ve společnosti. Ukrajinský prezident Volodymyr Zelenskyj útok odsoudil a popřál zraněnému premiérovi brzké uzdravení.
Čin odsoudili také významní představitelé Evropské unie, například Charles Michel, Ursula von der Leyenová nebo Roberta Metsolová. Stejně se vyjádřili i ruský prezident Vladimir Putin, americký prezident Joe Biden, francouzský prezident Emmanuel Macron, německý kancléř Olaf Scholz, maďarský premiér Viktor Orbán nebo generální tajemník NATO Jens Stoltenberg.
Dne 23. května 2024 gruzínský premiér Irakli Kobachidze oznámil, že ho Olivér Várhelyi, eurokomisař pro sousedství a rozšíření, v telefonickém rozhovoru o možných opatřeních, která přijmou západní státy proti němu a Gruzii, pokud gruzínský parlament schválí zákon o zahraničních agentech, vyzval, aby byl „velmi opatrný“, přičemž v narážce zmínil i osud slovenského premiéra. Várhelyi ve svém prohlášení následně uvedl, že jeho slova byla vytržena z kontextu, a že Kobachidzemu pouze obecně doporučoval, aby jeho vláda nečinila kontroverzní kroky, které mohou vést k podobné polarizaci společnosti.